# Arjona tuberosa
Arjona tuberosa är en tvåhjärtbladig växtart som beskrevs av Antonio José Cavanilles. Arjona tuberosa ingår i släktet Arjona och familjen Schoepfiaceae. Utöver nominatformen finns också underarten A. t. tandilensis.